# Gardian

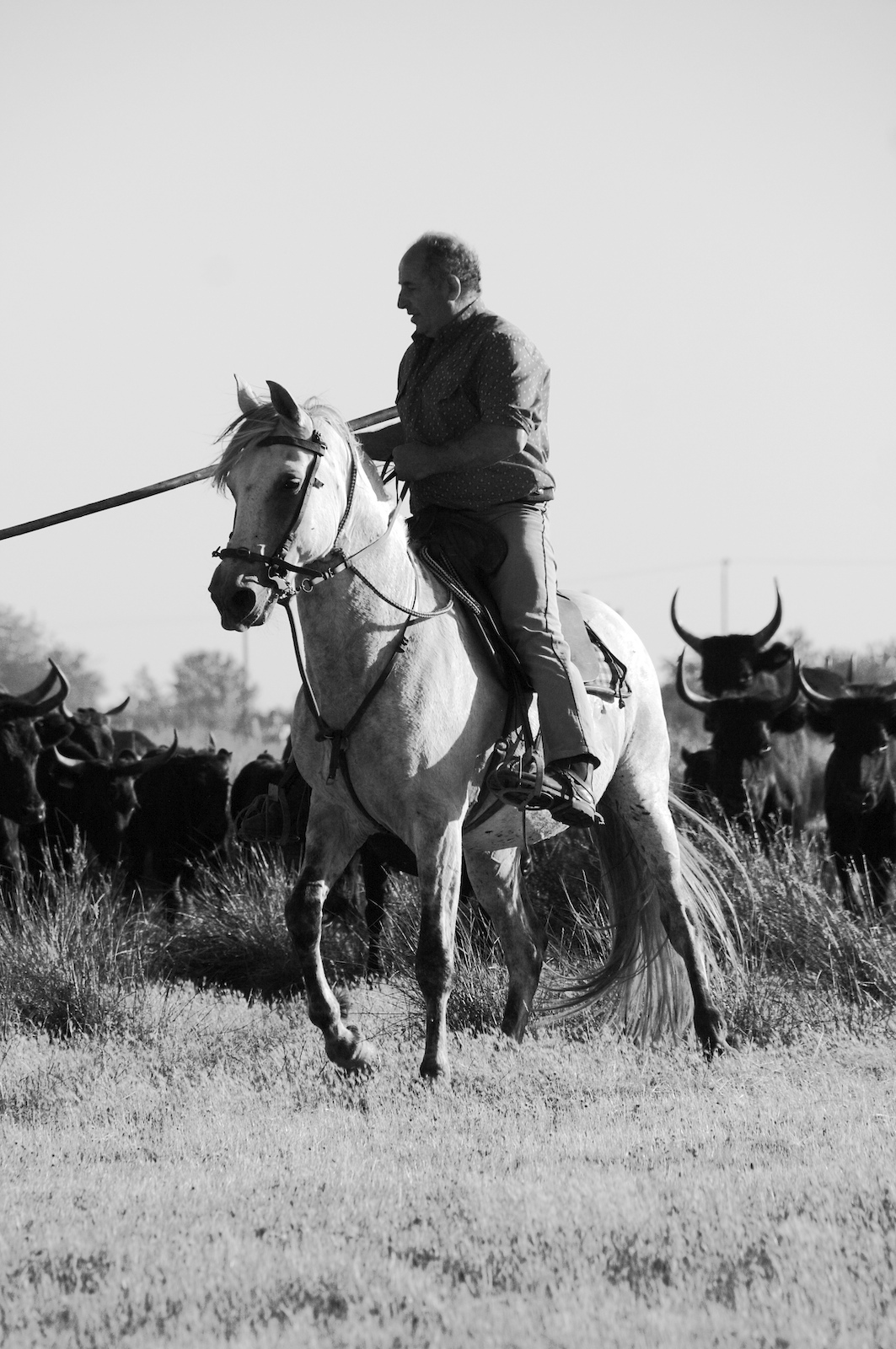
Een gardian te paard

Een gardian is een veehoeder te paard, zoals deze in de Camargue in Frankrijk van oudsher voorkomt.
Deze veehoeders rijden op witte camargues en bewaken een kudde (manade) die bestaat uit zwarte runderen en/of witte paarden. Het traditionele gereedschap van deze bereden veedrijvers is niet een lasso maar een drietand.
De stieren die in de Camargue gefokt worden, zijn geschikt voor de course camarguaise, het niet-bloedige stierenvechten zoals dat in de lokale arena's in de Provence beoefend wordt.

## Afbeeldingen

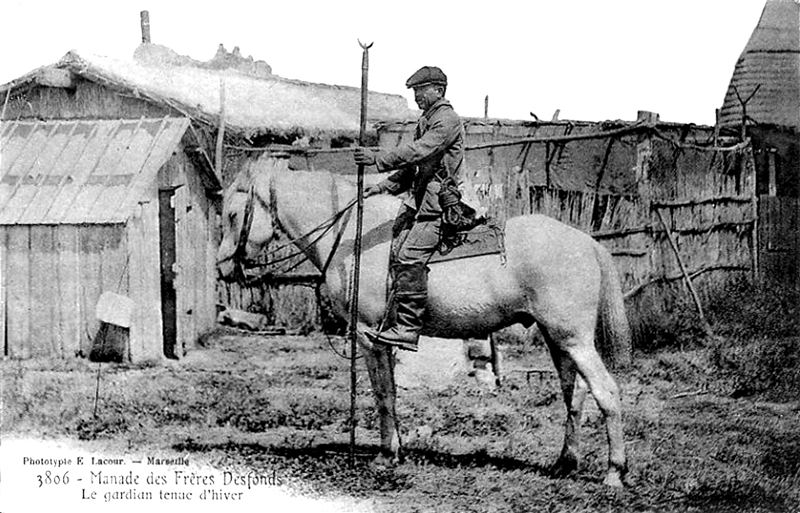
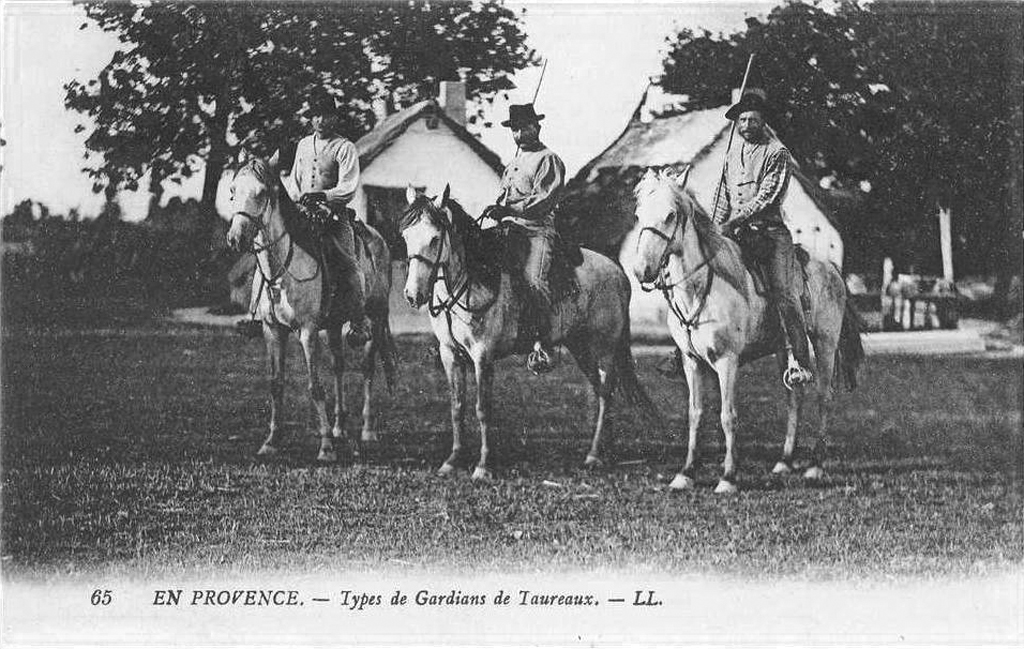
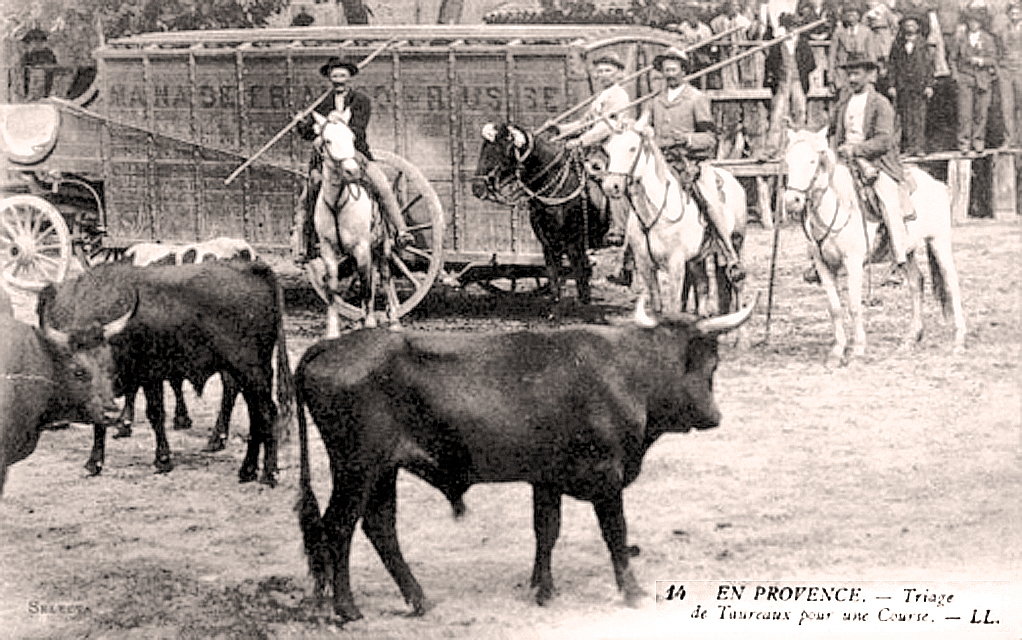
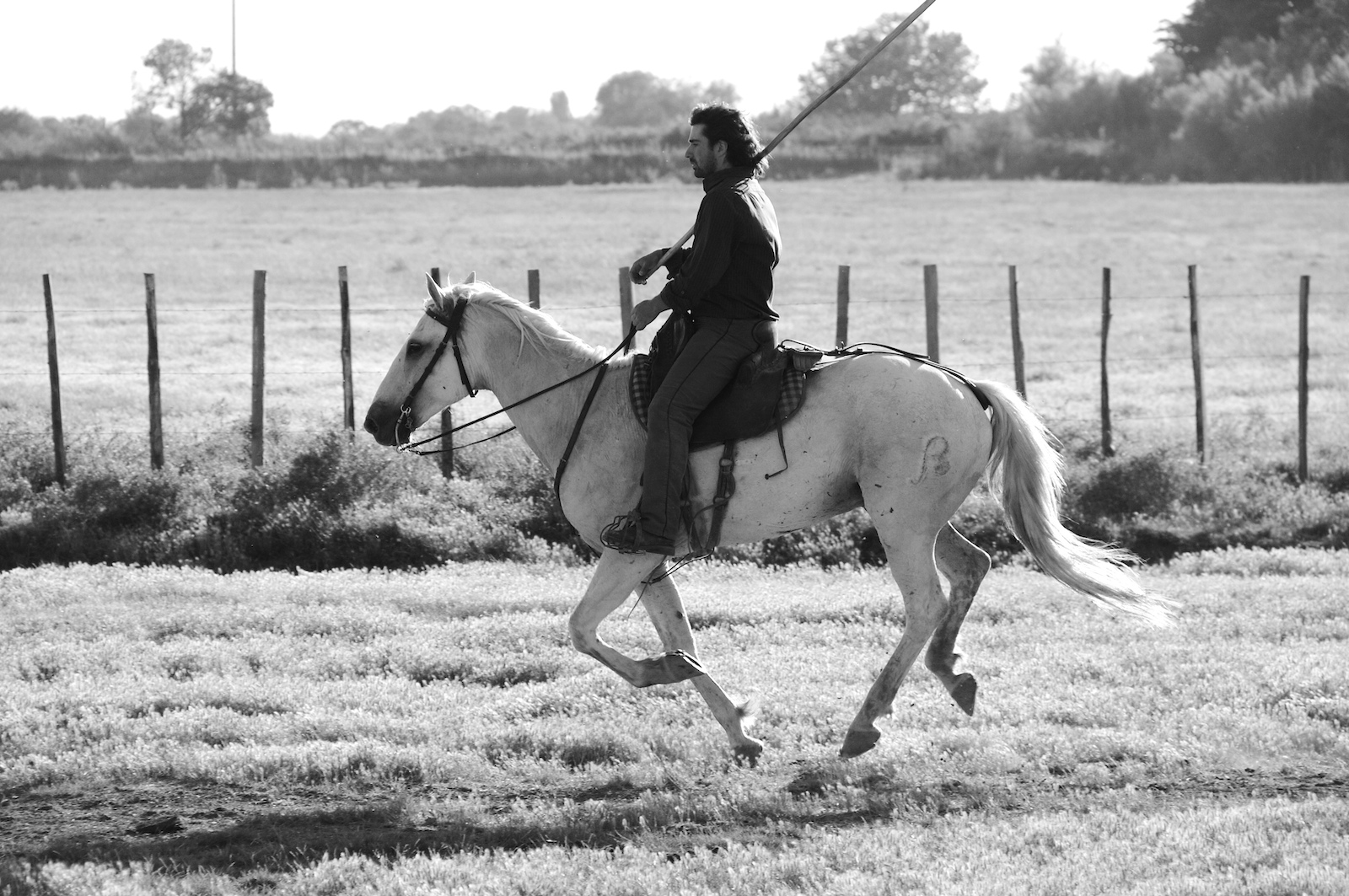